# Coscojuela de Sobrarbe
Coscojuela de Sobrarbe (arag. Cosculluela de Sobrarbe) – miejscowość w Hiszpanii, w Aragonii, w prowincji Huesca, w comarce Sobrarbe, w gminie Aínsa-Sobrarbe.
Według danych INE z 2005 roku miejscowość zamieszkiwało 45 osób. Wysokość bezwzględna miejscowości jest równa 601 metrów. Kod pocztowy do miejscowości to 22330.